# 冈萨雷比亚斯酒庄

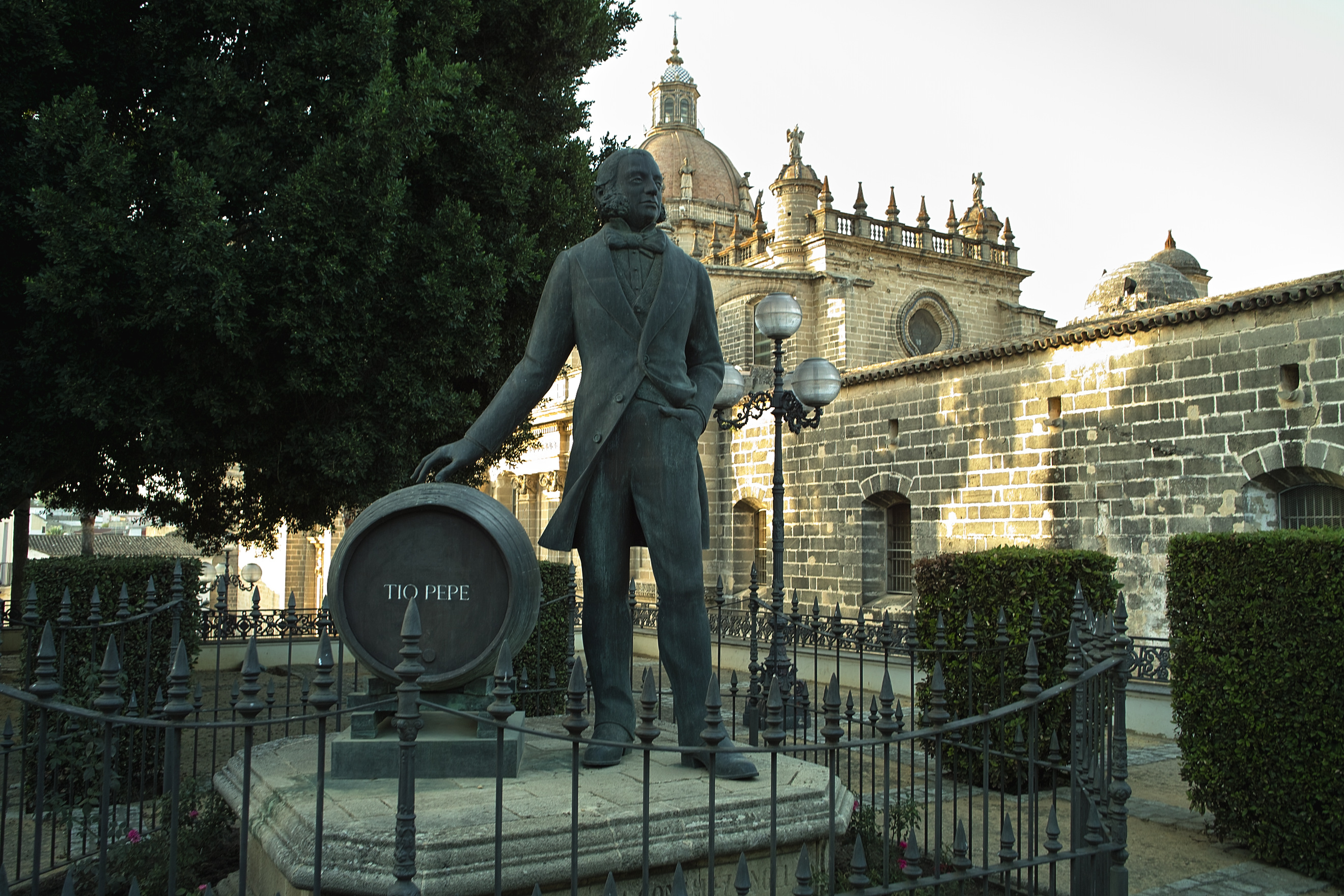
曼努埃尔·玛丽亚·冈萨雷斯雕像，赫雷斯-德拉弗龙特拉

冈萨雷比亚斯酒庄（González Byass）是西班牙最著名的雪莉酒酒庄之一。其起源可以追溯到1835年，由曼努埃尔·玛丽亚·冈萨雷斯·安吉尔（Manuel María González Angel）创建，随后他的英国代理罗伯特·布莱克·拜亚斯（Robert Blake Byass）也加入了公司。冈萨雷斯家族第二代进一步扩大了业务。 冈萨雷斯家族于1988年单独控制了这家企业。这家公司生产菲诺雪利酒缇欧佩佩（Tío Pepe）。
冈萨雷家族不仅在雪利酒酿造方面处于领先地位，还参与引进了西班牙马球比赛、第一个草地网球场、安装西班牙第一个电气照明和自来水、西班牙第一个火车项目等。 
1963年，他们建造了伟大的缇欧佩佩酒庄。